# IV. nogometna zona Karlovac – Sisak – Gospić 1982./83.
IV. nogometna zona Karlovac – Sisak – Gospić (IV. zona Karlovac – Sisak – Gospić; Zonska liga Karlovac – Sisak – Gospić) je bila liga petog stupnja nogometnog prvenstva Jugoslavije u sezoni 1982./83. 
  
Sudjelovalo je 14 klubova, a prvak je bio klub "Ilovac" iz Karlovca. 
 
Reorganizacijom ligaškog natjecanja od sezone 1983./84., ova liga postaje IV. liga Karlovac – Sisak – Gospić, kao liga četvrtog stupnja ligaškog sustava Jugoslavije. 

## Sustav natjecanja
14 klubova je igralo dvokružnu ligu (26 kola). 

## Ljestvica
| mj. | klub                                   | ut. | pob. | ner. | por. | gol+ | gol- | bod |
| --- | -------------------------------------- | --- | ---- | ---- | ---- | ---- | ---- | --- |
| 1.  | Ilovac Karlovac                        | 26  | 16   | 6    | 4    | 59   | 20   | 38  |
| 2.  | Ivo Lola Ribar (Karlovac – Mostanje)   | 26  | 11   | 11   | 4    | 40   | 25   | 33  |
| 3.  | BSK Budaševo                           | 26  | 11   | 9    | 6    | 51   | 36   | 31  |
| 4.  | Gavrilović Petrinja                    | 26  | 12   | 5    | 9    | 54   | 29   | 29  |
| 5.  | Jedinstvo Vrginmost                    | 26  | 11   | 6    | 9    | 39   | 35   | 28  |
| 6.  | Krbava Udbina                          | 26  | 12   | 4    | 10   | 45   | 39   | 28  |
| 7.  | Galdovo Sisak                          | 26  | 8    | 10   | 8    | 48   | 40   | 26  |
| 8.  | Vatrogasac (Karlovac – Gornje Mekušje) | 26  | 10   | 5    | 11   | 48   | 51   | 25  |
| 9.  | Lika Lički Osik                        | 26  | 10   | 5    | 11   | 36   | 44   | 25  |
| 10. | Mladost Kostajnica                     | 26  | 8    | 7    | 11   | 36   | 45   | 23  |
| 11. | Partizan Bosanska Kostajnica           | 26  | 9    | 5    | 12   | 35   | 52   | 23  |
| 12. | Mladost Topusko                        | 26  | 9    | 2    | 15   | 36   | 57   | 20  |
| 13. | Bratstvo Gračac                        | 26  | 4    | 10   | 12   | 37   | 57   | 18  |
| 14. | INA Sisak                              | 26  | 5    | 7    | 14   | 30   | 62   | 17  |
|     | UKUPNO                                 | 364 | 136  | 92   | 136  | 594  | 592  |     |

- ljestvica sadrži ukupno netočan zbroj postihnutih i primljenih golova
- "Partizan" iz Bosanske Kostajnice – klub iz Bosne i Hercegovine
- Kostajnica – tadašnji naziv za Hrvatsku Kostajnicu

## Rezultatska križaljka
| kratica | klub                                   | BRA | BSK | GAL | GAV | ILO | INA | IVLR | JED | KRB | LIKA | MLAK | MLAT | PAR | VAT |
| --- | -------------------------------------- | --- | --- | --- | --- | --- | --- | ---- | --- | --- | ---- | ---- | ---- | --- | --- |
| BRA | Bratstvo Gračac                        |     |     |     |     |     |     |      |     |     |      |      |      |     |     |
| BSK | BSK Budaševo                           |     |     |     |     |     |     |      |     |     |      |      |      |     |     |
| GAL | Galdovo Sisak                          |     |     |     |     |     |     |      |     |     |      |      |      |     |     |
| GAV | Gavrilović Petrinja                    |     |     |     |     |     |     |      |     |     |      |      |      |     |     |
| ILO | Ilovac Karlovac                        |     |     |     |     |     |     |      |     |     |      |      |      |     |     |
| INA | INA Sisak                              |     |     |     |     |     |     |      |     |     |      |      |      |     |     |
| IVLR | Ivo Lola Ribar (Karlovac – Mostanje)   |     |     |     |     |     |     |      |     |     |      |      |      |     |     |
| JED | Jedinstvo Vrginmost                    |     |     |     |     |     |     |      |     |     |      |      |      |     |     |
| KRB | Krbava Udbina                          |     |     |     |     |     |     |      |     |     |      |      |      |     |     |
| LIKA | Lika Lički Osik                        |     |     |     |     |     |     |      |     |     |      |      |      |     |     |
| MLAK | Mladost Kostajnica                     |     |     |     |     |     |     |      |     |     |      |      |      |     |     |
| MLAT | Mladost Topusko                        |     |     |     |     |     |     |      |     |     |      |      |      |     |     |
| PAR | Partizan Bosanska Kostajnica           |     |     |     |     |     |     |      |     |     |      |      |      |     |     |
| VAT | Vatrogasac (Karlovac – Gornje Mekušje) |     |     |     |     |     |     |      |     |     |      |      |      |     |     |
| |                                        |     |     |     |     |     |     |      |     |     |      |      |      |     |     |
| podebljan rezultat - utakmice od 1. do 13. kola (1. utakmica između klubova) rezultat normalne debljine - utakmice od 14. do 26. kola (2. utakmica između klubova) rezultat nakošen - nije vidljiv redoslijed odigravanja međusobnih utakmica iz dostupnih izvora rezultat smanjen * - iz dostupnih izvora nije uočljiv domaćin susreta prekrižen rezultat - poništena ili brisana utakmica p - utakmica prekinuta 3:0 p.f. / 0:3 p.f. - rezultat 3:0 bez borbe n.i. - nije igrano |                                        |     |     |     |     |     |     |      |     |     |      |      |      |     |     |

 Izvori: